# Samsung Galaxy A2 Core
Das Samsung Galaxy A2 Core ist ein Einsteiger-Smartphone der Samsung-Galaxy-Reihe, das von Samsung Electronics hergestellt wird. Das Samsung Galaxy A2 Core wurde im April 2019 ohne Event angekündigt und ist seitdem in den Farben blau, schwarz und rot im Handel erhältlich. Sein Nachfolger ist das Samsung Galaxy A3 Core. Der globale Samsung-Modellcode lautet SM-A260F/DS und SM-A260G/DS, wobei das DS für die „Dual-Sim“-Funktion steht.

## Technische Daten

### Software
Bei der Software hat man sich für Googles Betriebssystem Android 8.0 Oreo in der sog. Go Edition entschieden, um Performance-Problemen vorzubeugen und das Gerät zumindest software-seitig etwas zu optimieren. Durch diese Exklusivität steht das A2 Core bei „normalen“ Android-Softwareupdates auf der Kippe und hat seit Veröffentlichung nur Sicherheits-Patches erhalten. Ob demnächst ein Update auf Android 10 oder auf Android 11 veröffentlicht wird, ist unklar, aber durch die tiefe Platzierung im Einsteiger-Segment unwahrscheinlich.

### Hardware
Das Handy ist in einer der beiden Revisionen Dual-SIM-fähig, es können demnach zwei SIM-Karten gleichzeitig eingelegt werden. Beim Ladeanschluss wird bei beiden der ältere, dafür günstigere micro-USB-Standard verwendet. Das Handy besitzt zu dem einen 3,5-mm-Klinkenanschluss. Es wiegt insgesamt 143 g, wobei die Außenhülle vollständig aus Plastik besteht. Der Lithium-Ionen-Akku wird mit 2600 mAh angegeben.

#### Display
Das Display hat eine Größe von 5,0 Zoll (12,70 cm), während es eine Auflösung von 540 × 960 Pixel verwendet. Es ist somit HD-fähig. Die Pixeldichte beträgt 220 ppi (Pixel-per-inch) und das Seiten-Verhältnis 16:9. Jeweils am oberen und unteren Ende des Displays finden sich Displayränder, in welche die Frontkamera platziert wurde. Sie ist daher „versteckt“ und fällt bei Benutzung nicht in den Sichtbereich des Displays.

#### Speicher
Der integrierte Speicher beträgt entweder 8, oder 16 Gigabyte (GB). Dieser ist über den micro-SD-Karteneinschub auf bis zu 256 GB erweiterbar. Der Arbeitsspeicher bleibt bei beiden Varianten jedoch der gleiche, nämlich jeweils 1 GB RAM.

#### Prozessor
Samsung setzt hier auf einen Prozessor aus der eigenen Produktfamilie. Eingesetzt wird hier der Samsung Exynos 7870, der mit 8 Kernen daherkommt, von denen jeder werksseitig bei 1,6 GHz taktet.

#### Kamera
Das Galaxy A2 Core besitzt eine Haupt-, und eine Frontkamera. Die Hauptkamera besitzt 5,0 Megapixel (MP) mit einer Blende von f/1,9. Der Sensor beträgt 1,12 µm. Zusätzlich gibt es einen LED-Flash. Die Frontkamera besitzt ebenfalls 5,0 MP, hier eine Blende von f/2,2 mit der gleichen Sensorgröße.

## Berichterstattung
Notebookcheck berichtet von dem Smartphone der Einsteigerklasse überzeugt. Die Sensoren, darunter falle auch die Kamera, seien „rudimentär“ und nur für „kleine Schnappschüsse“ geeignet. Trotzdem gleiche der günstige Preis mit circa 67 Euro diese Beeinträchtigungen aus.